# Delphine Combe
Delphine Combe, francoska atletinja, * 6. december 1974, Aubenas, Francija.
Nastopila je na Poletnih olimpijskih igrah 1996 v Atlanti, kjer se s štafeto 4x100 m ni uvrstila v finale. Na svetovnih prvenstvih je osvojila bronasto medaljo leta 1997, na evropskih prvenstvih pa naslov prvakinje leta 2002.